# CSCL Long Beach
CSCL Long Beach został zbudowany przez Samsung Heavy Industries, koreańską firmę zajmującą się tworzeniem ciężkich maszyn. Kontenerowiec został dostarczony właścicielowi, Seaspan Ship Managemenet, 5 lipca 2007 roku, ponad 2 miesiące przed datą ustaloną w kontrakcie. Statek jest na stałe czarterowany do China Shipping Container Lines, jest on czternastym z dwudziestu dwóch jednostek czarterowanych CSCL przez Seaspan.

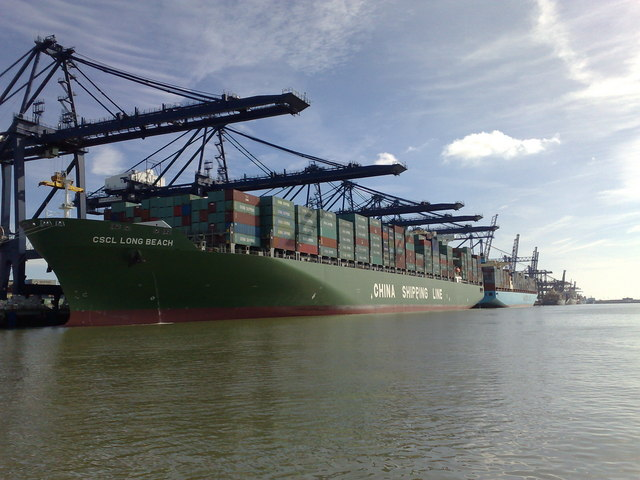
"CSCL Longbeach" w porcie Felixstowe, wrzesień 2007 roku.

Statek kursuje na stałe pomiędzy Azją i Europą na szlaku poprzez Kanał Sueski.

## Kadłub i silnik
Kadłub "CSCL Long Beach" ma 336 metrów długości i ponad 46 metrów szerokości w najszerszym miejscu. Statek posiada tonaż 111.700 ton i jest w stanie zabrać na pokład 9580 kontenerów TEU, a prędkość maksymalną 20,1 węzła pomaga mu osiągnąć silnik Diesla o mocy 93120 koni mechanicznych. Siostrzanym okrętem jest "CSCL Zeebrugge".

## Wyjątkowe wydarzenia
3 grudnia 2010 roku na trasie z Walencji w Hiszpanii do Klang w Malezji, lankijski marynarz musiał być ewakuowany z pokładu po wypadku, w którym poważnie uszkodził rękę. Został uratowany przez straż graniczną Arabii Saudyjskiej, podczas gdy statek znajdował się na Morzu Czerwonym w okolicach prowincji Dżazan.

## Właściciel
Właścicielem kontenerowca jest Seaspan Corporation. Są oni posiadaczami oraz armatorami floty statków, która codziennie przemieszcza setki tysięcy ton towarów. Funkcjonują głównie na zasadzie długoterminowych czarterów.